# Bağbanlar
Bağbanlar, till 1991 azerbajdzjanska: Arxangelovka; ryska: Архангельовка: Archangelovka) är en ort i Azerbajdzjan.   Den ligger i distriktet Biləsuvar Rayonu, i den sydöstra delen av landet, 150 kilometer sydväst om huvudstaden Baku. Antalet invånare är 3 739.
Terrängen runt Bağbanlar är platt. Närmaste större samhälle är distriktshuvudorten Biläsuvar, 4,0 kilometer söder om Bağbanlar.
Trakten runt Bağbanlar består till största delen av jordbruksmark. Runt Bağbanlar är det ganska glesbefolkat, med 48 invånare per kvadratkilometer.